# Леон Март
Леон Март (18 септември 1914 — 14 юли 1984) е люксембургски футболист.

## Клубна кариера
През цялата си кариера (от юли 1932 до юни 1946 г.) Март играе в отбора на футболния клуб „Фола“ в град Еш в родината си Люксембург.

## Международна кариера
Играе като централен нападател за националния отбор на Люксембург, поставяйки национален рекорд с 16 гола в 24 мача (включително и неофициални) от 1933 до 1946 г. Участва в квалификационен мач за световната купа и в мач на Летните олимпийски игри в Берлин през 1936 г.